# Opłatek
Un opłatek (plur.: opłatki) è una piccola cialda bianca con raffigurazioni della Natività, preparata in Polonia in occasione delle celebrazioni natalizie e che - dopo essere stata benedetta - viene distribuita durante la cena della Vigilia di Natale dal padre di famiglia.  La tradizione è stata adottata anche in Bielorussia, Lituania (dove è chiamato kalėdaitis), Repubblica Ceca e Slovacchia.

## Storia
La tradizione è conosciuta sin dal Medioevo, quando si iniziarono a preparare questo tipo di cialde con degli stampini in metallo. Venivano distribuite dai membri della Chiesa come simbolo di fratellanza.
A partire dalla fine del XVIII secolo, si iniziarono a distribuire queste cialde in ambito familiare.

## Tradizioni
Si usa inviare questo tipo di cialde via posta ai parenti che risiedono all'estero.